# Musikhaus Thomann
Musikhaus Thomann est une entreprise allemande spécialisée dans la vente et la fabrication d'instruments de musique ainsi que de matériel et d'accessoires. Elle est fondée en 1954 à Treppendorf (village appartenant aujourd'hui à la commune de Burgebrach, en Haute-Franconie) par Hans Thomann senior. En 2019, Thomann est le premier site mondial de vente d'instruments et de matériel de musique.

## Histoire

### 1954–1996: création et développement
Hans Thomann, originaire de Treppendorf, exerce à l'origine la profession de musicien de cirque. Il abandonne cette vie ambulante en 1954, afin de monter sa propre affaire dans le monde de la musique. Il commence par reprendre la ferme familiale avec sa femme, Betti, et parallèlement, étudie la trompette à Wurtzbourg. Bien que vivant en milieu rural, Hans Thomann est décidé à monter son entreprise d'instruments de musique dans son village natal. De la fin des années 1950 jusque dans les années 1960, il voyage dans toute la région pour vendre ses instruments aux fanfares et musiciens des alentours.
Au cours des années 1970, son affaire commença à croître, et un magasin est ouvert dans le village de Treppendorf. De nouveaux instruments de musique s'y ajoutent comme les orgues électroniques, les guitares électriques et les synthétiseurs. La transformation de la partie habitable de la maison en partie à usage commercial continue, et dans les années 1980, l'ancienne grange devient à la fois "département son & lumière" et entrepôt de stockage; de même, la chambre des enfants devient le service de comptabilité. À la même époque, Thomann commence à aménager des studios d'enregistrement : en 1989 Thomann avait déjà réalisé l’aménagement de plus de 24 studios, parmi lesquels ceux de chaines allemandes de radiodiffusion[réf. incomplète].
En 1990, Hans Thomann junior, l'aîné des enfants, succède à son père à la tête de l'entreprise. Ses quatre frères et sœurs y travaillaient d'ores et déjà, dirigeant notamment les départements "Comptabilité" (Elisabeth), "IT" (Stefan) et "Expédition" (Gabi). C'est aussi à cette époque que remonte le magazine "Hot Deals", envoyé pour la première fois en 1992 aux quelque 10 000 clients de la région, pour la plupart. Aujourd'hui[Quand ?] il contient plus de 2 100 articles et est édité mensuellement[réf. incomplète].

### 1996 - années 2020: internationalisation et croissance
En 1996, Thomann lance son site de vente en ligne, nommé Thomann Cyberstore. Il s'agit du premier distributeur d'instruments de musique en Allemagne à le faire. La première année, ce commerce en ligne génère 800 000 DM de chiffre d'affaires. Dans cette branche, le site fait partie du Top 100 des sites allemands de vente en ligne et il est en 2014 le site qui enregistre le meilleur chiffre d'affaires au monde.

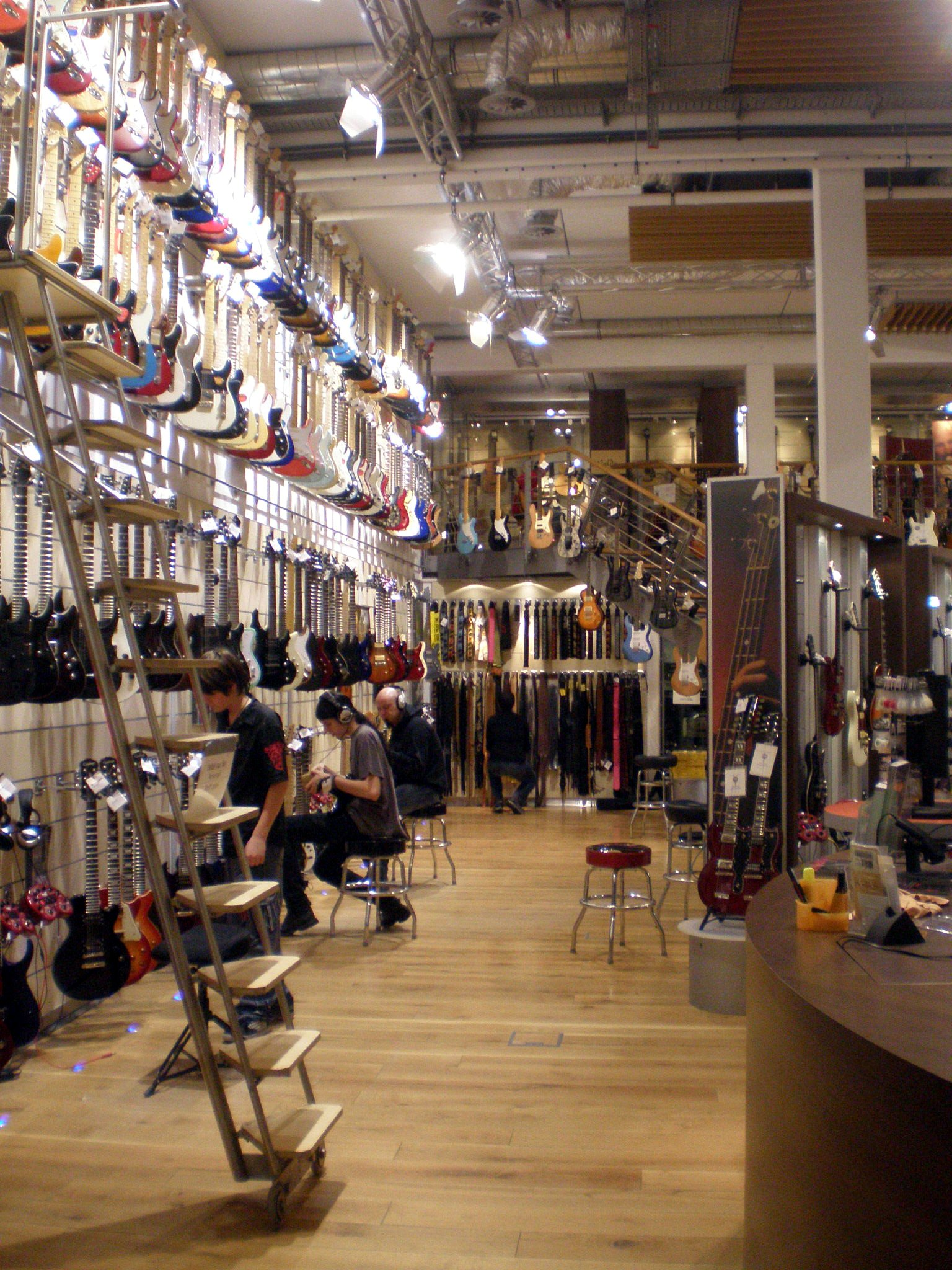
Le rayon guitares en 2010.

En 1997, Thomann acquiert "Roadstar", à l'époque le géant allemand de la vente par correspondance d'instruments de musique, basé à Eisingen. Cela lui permet de doubler la taille de sa clientèle.

1998 vit la construction du Hall d'entrée, qui héberge le département "Son & Lumière", et les nouveaux showrooms insonorisés "Studio" et "Batterie", après deux ans de planification et de travaux.

Carte du village de Treppendorf, avec les différents bâtiments de Thomann et la rue Hans Thomann.

Dans les années 2000, Thomann continue à croître, les ventes à l'étranger augmentent. Le nombre de clients continue régulièrement à augmenter. En 2014, Thomann compte quelque 5,7 millions de clients. L'entreprise s'étend dans le village de Treppendorf et de nouveaux locaux sont construits pour répondre à l'augmentation du chiffre d'affaires : entrepôts, bureaux, centre logistique et salles d'exposition.
En 2019, le chiffre d'affaires de l'entreprise s'élève à 983 millions d'euros. Thomann est devenu le premier site mondial de vente d'instruments et de matériel de musique. C'est aussi l'un des 20 plus importants site de vente en ligne (tous secteurs d'activité confondus) en Allemagne. L'entreprise référence 82 000 articles, dont 25 000 en stock. Thomann se classe devant le géant du commerce en ligne Amazon, réalisant davantage de ventes que l'entreprise américaine.
En 2021, Thomann est condamné en Allemagne, avec Music Store, Yamaha, Roland et Fender, pour entente sur les prix dans le but de limiter la concurrence entre 2014 et 2018. L'amende totale est de 21 millions d'euros.
En 2023, Thomann a un chiffre d'affaires d'1,4 milliard d'euros. L'entreprise emploie 1 500 personnes et expédie 25 000 produits par jour
Dans les années 2010 et 2020, de plus en plus de magasins d'instruments de musique en Europe subissent la concurrence de Thomann et, face aux difficultés financières, doivent fermer.

## Structure de l'entreprise
Thomann est divisé en 3 branches :
- Musikhaus Thomann : Instruments de Musique, Entrepôt et Centre logistique
- Thomann Expédition et Thomann Cyberstore : Centre d'Expédition et plate forme internet Thomann.de
- Thomann Audio Professionell : Ingénierie pour grandes installations dans les théâtres, stades, halls, etc.

Thomann dispose également de plusieurs ateliers de réparation, notamment pour instruments électroniques, enceintes, guitares, pianos et instruments à cordes.
L'entreprise dispose de photographes pour réaliser des photographies de chaque article, et des musiciens sont chargés d'enregistrer des exemples sonores pour les instruments et le matériel audio. L'entreprise fait également appel à des locuteurs natifs de différents pays d'Europe (allemand, anglais, français, néerlandais, hongrois...) pour son service client.

## Marques propres
L'entreprise distribue plusieurs marques qu'elle a créées elle-même, dont : 

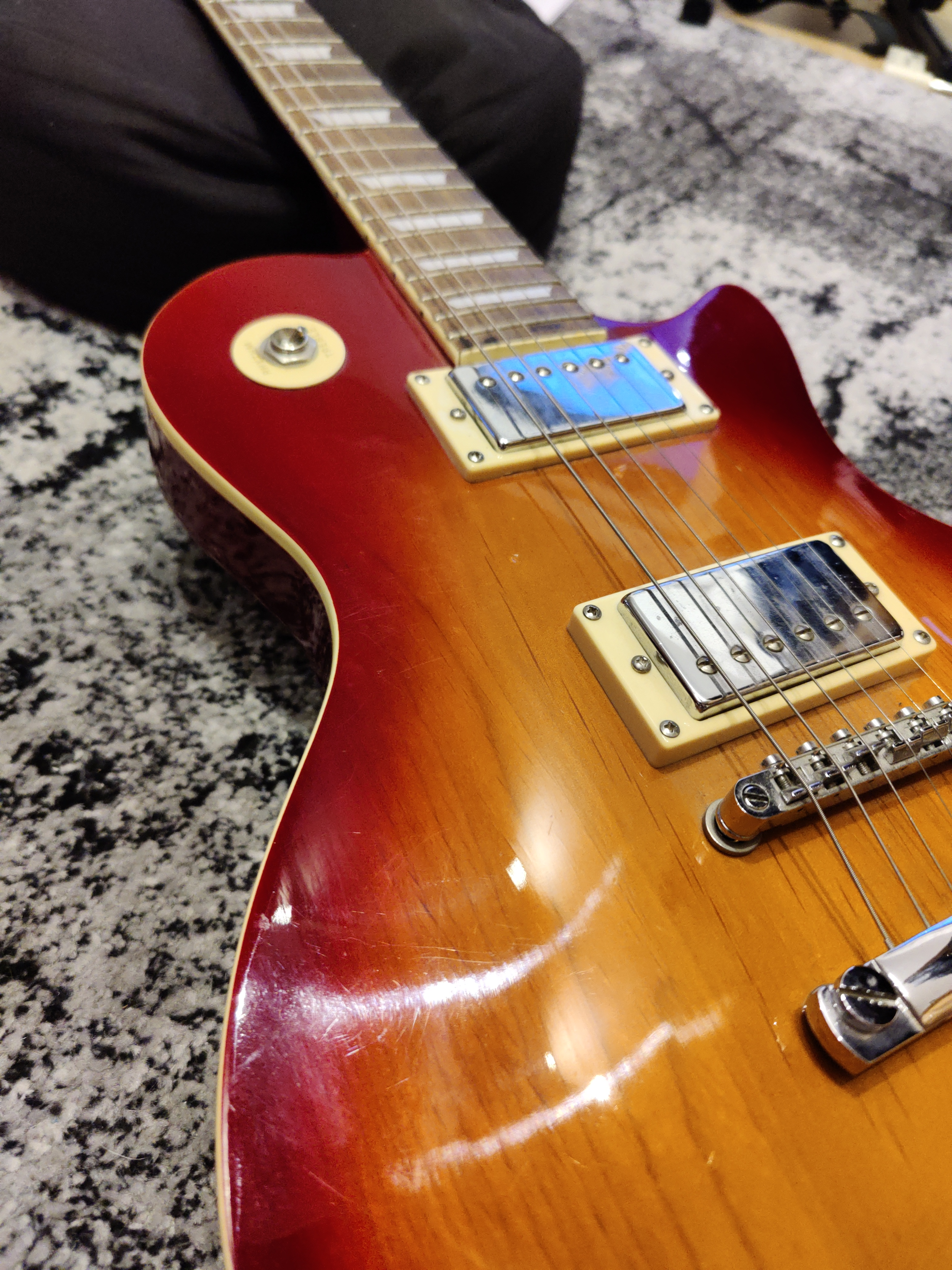
Les Paul-guitare électrique de la marque Harley Benton

- Harley Benton (instruments à cordes pincées et à cordes frottées et accessoires, amplis de guitare)
- Startone (instruments à vent, accordéons, guitares, lutrins)
- Lead Foot (pédales d'effets, interrupteurs à pédale)
- Millenium (batteries, percussions, trépieds)
- Stairville (projecteurs, jeux de lumière, commandes d'éclairage, d'éclairage statiques, truss et accessoires)
- Swissonic (materiel d'enregistrement audio)
- the box/the box pro (enceintes professionnelles et accessoires)
- the sssnake/pro snake (câbles, rouleaux pour câbles, boitiers de scène, multipaires, adaptateurs pour câbles et accessoires)
- the t.akustik (matériel de traitement acoustique)
- the t.amp (amplis)
- the t.mix (consoles de mixage)
- the t.meter (peakmeter)
- the t.bone (microphones, écouteurs)
- the t.racks (racks et accessoires)
- Thomann (divers)
- Thon (racks/cases)
- Zultan (cymbales)[12]

Thomann possède également des parts dans l'entreprise GEWA et vend ses instruments.